# 朱邦祈
朱邦祈（16世紀—17世紀），字二元，浙江嘉興府桐鄉縣清風鄉人，明朝、南明政治人物。

## 生平
朱邦祈年少喪父親，事母以孝順著稱。萬曆四十六年（1618年）中浙江鄉試舉人，榜姓周，天啟五年（1625年）成進士，授湖廣荊州推官，平反當地冤獄。轉任禮科給事中、兵科與吏科都給事中，六年內的奏章都關於國家大政，卓絕有名聲。
弘光年間，與趙東曦、吳允謙、丁聖時、王運熙、宣國柱、胡周鼒一同召任。身後入祀鄉賢祠。

## 引用
1. 1 2  錢海岳《南明史·卷三十三·列傳第九》：同（趙東曦弘光時）同召者朱邦祈、吳允謙、丁聖時、王運熙、宣國柱、胡周鼒。邦祈，字二元，桐鄉人。天啟五年進士。自荊州推官遷禮科給事中，歷兵科、吏科，所言多關大政，以清直稱。
2. ↑  光緒《桐鄉縣志·卷十一·選舉表》：（萬曆）四十六年戊午科解元錢塘陳山毓……朱邦祁（祈） 清風鄉人，見進士，《通志》作周姓。
3. ↑  光緒《桐鄉縣志·卷十五·人物下》：朱公邦祁（祈），字二元，清風鄉人，少孤，事母以孝聞。天啟乙丑成進士，授湖廣荊州推官，讞獄多所平反，內擢禮科給事中。厯兵吏都給事中，在諫垣六載，所奏請俱國家大政，卓犖有聲，卒祀鄉賢祠。